# محوطه قلعه بن داوود
محوطه قلعه بن داوود مربوط به سده‌های میانه دوران‌های تاریخی پس از اسلام است و در شهرستان کنارک، بخش کنارک، بخش زرآباد، دهستان شرقی، ۱۰ کیلومتری شمال روستای بگی هنز واقع شده و این اثر در تاریخ ۲۶ اسفند ۱۳۸۷ با شمارهٔ ثبت ۲۵۹۰۰ به‌عنوان یکی از آثار ملی ایران به ثبت رسیده است.